# NGC 259
NGC 259 (другие обозначения — MCG −1-3-15, IRAS00455-0302, PGC 2820) — спиральная галактика в созвездии Кит.
Этот объект входит в число перечисленных в оригинальной редакции «Нового общего каталога».
У галактики обнаружен спутник NGC 259b с эмиссионными линиями в спектре, движущийся вокруг NGC 259 в направлении, совпадающем с вращением диска последней. Галактики находятся на расстоянии 376 кпк в проекции на картинную плоскость.
Галактика NGC 259 входит в состав группы галактик NGC 271. Помимо NGC 259 в группу также входят NGC 245, NGC 271, NGC 279, NGC 307, MK 557 и UGC 505.